# Calpine (Kalifornija)
Calpine je naseljeno područje za statističke svrhe u američkoj saveznoj državi Kalifornija. Prema popisu stanovništva iz 2010. u njemu je živjelo 205 stanovnika.